# Білоруська асоціація журналістів
Білоруська асоціація журналістів (БАЖ) — білоруська неурядова організація, спрямована на забезпечення свободи слова і права одержувати і поширювати інформацію та сприяння професійним стандартам в журналістиці.
Асоціація була заснована в 1995 році. БАЖ є афілійованою особою міжнародної федерації журналістів і партнером організації Репортери без кордонів.
У 2002 році БАЖ був удостоєний Всесвітньою газетною асоціацією премії «Золоте перо Свободи». У 2004 році БАЖ отримав Премію Сахарова Європарламенту. Нагорода була вручена БАЖ у червні 2011 року.
27 серпня 2021 року Верховний суд Республіки Білорусь ліквідував Білоруську асоціацію журналістів, а 28 лютого 2023 року КДБ оголосив асоціацію «екстремістським формуванням». Попри це організація оголосила про продовження роботи за кордоном.

### Голови
- Жанна Литвина[be] – до 25 квітня 2015 року
- Андрій Бастунець – з 25 квітня 2015 року[7]

## Нагороди та премії
- Премія «Золоте перо Свободи[zh]» (2003)[4]
- Премія імені Сахарова (2004)
- Премія Свободи Атлантичної раді США (2011)[8]
- Премія Канади і Великої Британії за свободу ЗМІ (2020)[9]
- Премія імені Герда Буцеріуса «Вільна преса Східної Європи[ru]» (2021)[10]